# Bandidus breviusculus
Bandidus breviusculus is een insect uit de familie van de mierenleeuwen (Myrmeleontidae), die tot de orde netvleugeligen (Neuroptera) behoort. 
Bandidus breviusculus is voor het eerst wetenschappelijk beschreven door Gerstäcker in 1885.